# Luxemburgo en los Juegos Olímpicos de Atenas 2004
Luxemburgo estuvo representado en los Juegos Olímpicos de Atenas 2004 por diez deportistas, seis hombres y cuatro mujeres, que compitieron en seis deportes.
La portadora de la bandera en la ceremonia de apertura fue la tenista Claudine Schaul. El equipo olímpico luxemburgués no obtuvo ninguna medalla en estos Juegos.